# Halloween (Dead Kennedys)
Halloween è il settimo ed ultimo singolo del gruppo musicale hardcore punk statunitense Dead Kennedys, pubblicato nel dicembre 1982 dall'etichetta discografica Alternative Tentacles. Il lato B del 45 giri è Saturday Night Holocaust. Il singolo fu estratto dal secondo album della band, Plastic Surgery Disasters.

## Il brano
La canzone tratta della festività anglosassone di Halloween (i Dead Kennedys si formarono a San Francisco dove tale ricorrenza è molto popolare) e si chiede come mai la gente non la festeggi tutto l'anno. Nel testo del brano viene affermato che le persone sono generalmente troppo timide e represse per lasciarsi andare ogni giorno come invece fanno durante Halloween.